# Stumblin' In
„Stumblin' In“ je píseň zpěváků Suzi Quatro a Chrise Normana, kterou napsali Nicky Chinn a Mike Chapman. Byla vydána v roce 1978 jako samostatný singl (na B straně s písní „A Stranger with You“ od stejných autorů a interpretů), téhož roku se objevila také na americké a kanadské edici alba If You Knew Suzi…, které Suzi Quatro vydala na přelomu let 1978 a 1979. Píseň byla prvním Normanovým sólovým singlem.
V roce 1979 se umístila na čtvrtém místě v Billboard Hot 100. Tato píseň byla jedinou písní Suzi Quatro, která se umístila mezi prvními 40 v USA.

## Obsazení
- Chris Norman – zpěv
- Suzi Quatro – zpěv

## České coververze
- Pod názvem „Ta pusa je tvá“ s textem Pavla Žáka ji nazpívali Hana Zagorová s Petrem Rezkem
- Pod názvem „Zkomoliny“ nahrála její parafrázi skupina Tři sestry v roce 2000